# Флеминг, Сеймур
Сеймур Дороти Флеминг (англ. Seymour Dorothy Fleming, 5 октября 1758 — 9 сентября 1818) — британская аристократка, ставшая известной в результате громкого судебного разбирательства.

## Биография
Сеймур была дочерью и сонаследницей сэра Джона Флеминга, 1-го баронета (с 1763 года) Бромтон-парка (также известного, как Хэйл Хауз и Дом Кромвеля) из Миддлсекса, и его жены Джейн Коулман (умерла в 1811). Её отец и две сестры умерли, когда ей было 5 лет, и они со старшей сестрой были воспитаны матерью.
Ее старшая сестра Джейн Стэнхоуп, графиня Харрингтон была известна в обществе как «образец добродетели». Её мать повторно вышла замуж в 1770 году за богатого шестидесятилетнего Эдвина Ласеллеса, 1-го барона Хэрвуда, который нажил своё состояние, владея плантациями в Вест-Индии.
В возрасте семнадцати лет, 20 сентября 1775 года, она вышла замуж за Ричарда Уорсли, 7-го баронета из дома Апполдоркомб острова Уайт, и оставалась леди Уорсли вплоть до его смерти.
Супруги плохо подходили друг другу, и их брак начал разваливаться сразу вскоре после его начала. У пары был один законный ребёнок — сын Роберт Эдвин, — который умер в детстве. Сеймур родила второго ребёнка — Джейн Сеймур Уорсли — в августе 1781 года, отцом которого являлся Морис Джордж Биссет, но которого Уорсли признал своим, чтобы избежать скандала.
По слухам, леди Уорсли имела 27 любовников. В ноябре 1781 года убежала с Джорджем Биссетом, капитаном полиции Южного Хэмпшира. Биссет был близким другом Уорсли и его соседом в Уайт-Уорге на острове Уайт. В феврале 1782 года Уорсли подал в суд против Биссета, требуя компенсацию в 20 000 фунтов стерлингов (для сравнения, в 2015 году эта сумма была эквивалентна 2 220 000 фунтов стерлингов).
Однако леди Уорсли обернула дело против мужа, поделившись скандальными откровениями — своими, а также своих прошлых и настоящих любовников, — что поставило под сомнение юридический статус Уорсли в качестве её мужа как такового. Также к делу было привлечено свидетельство врача Уильяма Осборна, который засвидетельствовал, что она страдала от венерической болезни, заразившись от маркиза Грэма. Утверждалось, что Уорсли показал свою жену Биссету голой в бане в Мейдстоуне. Эти показания полностью разрушили иск Уорсли, и суд присудил ему только один шиллинг в качестве компенсации (5,54 фунта на 2015 год).
В конечном счёте Биссет покинул леди Уорсли, когда стало ясно, что Ричард Уорсли хочет раздельного проживания, а не развода (это означало, что Сеймур не сможет выйти замуж до смерти Уорсли). Сеймур была вынуждена стать профессиональной содержанкой (так называемой «дамой полусвета») и жить на пожертвования богатых мужчин, чтобы выжить, присоединившись к другим женщинам высшего сословия в подобном положении в «Новой женском кругу». У нее было ещё двое детей: один был рождён от Биссета уже после того, как он оставил её в 1783 году (судьба этого ребёнка неизвестна), а дочь Шарлотта Дороти Хаммонд (урожденная Кочард) она отправила на воспитание в семью в Арденнах. Позднее леди Уорсли была вынуждена уехать в Париж, спасаясь от своих кредиторов.
В 1788 леди Уорсли и ее новый любовник, шевалье де Сен-Жорж, возвратились в Англию, где она и её раздельно проживающий муж заключили соглашение, согласно которому она должна была провести четыре года в изгнании во Франции. За восемь месяцев до истечения этого срока началась Великая французская революция, и леди Уорсли оказалась в ловушке. Вероятно, она оказалась в тюрьме во время «Эпохи террора» и была за границей, во время смерти их с Уорсли сына в 1793 году.
В начале 1797 года она смогла спокойно вернуться в Англию, однако по приезде она перенесла тяжёлую двухмесячную болезнь. После примирения с матерью, сестрой и мужем сестры графом Харрингтоном она смогла перебраться в Бромптон-Парк, свой родной дом, которым она не могла владеть из-за тогдашних законов о собственности.
После смерти Уорсли в 1805 году она получила свою вдовью долю наследства в 70 000 фунтов и чуть более чем месяц спустя, 12 сентября, в возрасте 47 лет она вышла замуж за своего 26-летнего любовника Джона Льюиса Кучера (умер в 1836) в Фарнеме.
Также в этом месяце, по королевскому разрешению, она официально вернулась к своей девичьей фамилии Флеминг, и ее новый муж также принял эту фамилию. После того, как перемирие 1814 года закончилось войной шестой коалиции, пара переехала на виллу в Пасси, где Сеймур Флеминг умерла в 1818 году.

## Образ в кино
По мотивам биографии Сеймур Дороти Флеминг в 2015 году был снят фильм «Скандальная леди У». Роль леди Сеймур Уорсли исполнила Натали Дормер, роль её мужа сэра Ричарда Уорсли — Шон Эванс, а роль капитана Джорджа Биссета — Анейрин Барнард.